# Imagi Animation Studios
Imagi Animation Studios (eller Imagi Studios) är en animationsstudio. som skapades år 2000 av Imagi International Holdings Limited, ett företag på Hongkongbörsen. 

## Verk

### Långfilmer
- Digital Monster X-Evolution (2005, enbart Japan)
- TMNT (2007, med Warner Bros. och The Weinstein Company)
- Highlander: The Search for Vengeance (2008, with Madhouse och Manga Entertainment)
- Astro Boy (2009, med Summit Entertainment)
- Gatchaman (tänkt att släppas 2011, med Warner Bros., avbröts)
- Pleasant Goat and Big Big Wolf: Mission Incredible: Adventures on the Dragon's Trail (2012)

### Kortfilmer
- The RRF in New Recruit (2010)
- Astro Boy vs. The Junkyard Pirates (2010)

### TV-serier
- Zentrix (2002)
- Father of the Pride (med DreamWorks Animation, 2004)

### Fotnoter
1. ↑  Ho, Pui Yan (16 mars 2009). ”意馬新動畫《阿童木》決定400港產創意壯士前路” (på kinesiska). MoneyMonday (Hong Kong: Ming Pao):  s. B3. Läst 16 mars 2009.